# Mahaveer Raghunathan
Mahaveer Raghunathan (ur. 17 listopada 1998 w Ćennaju) – indyjski kierowca wyścigowy.

## Życiorys
Po startach w kartingu, Raghunathan rozpoczął międzynarodową karierę w jednomiejscowych samochodach wyścigowych w 2012 roku od startów w JK Racing Asia Series, gdzie jednak nie był klasyfikowany. W sezonie 2013 kontynuował starty w Azji, jednak bez sukcesów. W 2014 roku Hindus przeniósł się do Europy, gdzie startował we  Włoskiej Formule 4. Został sklasyfikowany na dwunastej pozycji.
W 2015 Raghunathan rozpoczął starty w Europejskiej Formule 3, gdzie wystartował w 26 wyścigach z niemiecką ekipą Team Motopark, jednak nie zdobył żadnego punktu. W klasyfikacji generalnej uplasował się na 39 pozycji. Rok później dwukrotnie stanął na podium w pierwszej rundzie Auto GP. Połączenie tej serii z BOSS GP spowodowało, że pierwsza rundą była jednocześnie jej ostatnią, zatem Hindus zdobył nieoficjalny tytuł wicemistrza serii. W tym samym roku zaliczył gościnny start w serii GP3.

## Wyniki

### GP3
| Legenda oznaczeń w tabelach wyników Wyświetl szablon na nowej stronie | Legenda oznaczeń w tabelach wyników Wyświetl szablon na nowej stronie                                                                     |
| Oznaczenie                                                            | Wyjaśnienie |
| --------------------------------------------------------------------- | --- |
| Złoty                                                                 | Zwycięzca lub mistrzostwo |
| Srebrny                                                               | 2. miejsce lub wicemistrzostwo |
| Brązowy                                                               | 3. miejsce lub II wicemistrzostwo |
| Zielony                                                               | Ukończył, punktował (w klasyfikacji generalnej, gdy zdobył co najmniej jeden punkt na przestrzeni sezonu, poza trzema powyższymi opcjami) |
| Niebieski                                                             | Ukończył, nie punktował (w klasyfikacji generalnej, gdy nie zdobył co najmniej jednego punktu na przestrzeni sezonu)                      |
| Czerwony                                                              | Nie zakwalifikował się (NZ) |
| Czerwony                                                              | Nie prekwalifikował się (NPK) |
| Różowy                                                                | Nie ukończył (NU) |
| Różowy                                                                | Niesklasyfikowany (NS) (w klasyfikacji generalnej, gdy nie został sklasyfikowany w żadnym wyścigu sezonu)                                 |
| Czarny                                                                | Zdyskwalifikowany (DK) |
| Czarny                                                                | Wykluczony (WYK/EX) |
| Biały                                                                 | Nie wystartował (NW) |
| Biały                                                                 | Kontuzjowany (K/INJ) |
| Biały                                                                 | Wyścig odwołany (OD/C) |
| Bez koloru                                                            | Został wycofany (WYC/WD) |
| Bez koloru                                                            | Nie przybył (NP/DNA) |
| Bez koloru                                                            | Nie brał udziału w treningach (NT/DNP) |
| Bez koloru                                                            | Nie został zgłoszony (–) |
| Pogrubienie                                                           | Start z pole position |
| Kursywa                                                               | Najszybsze okrążenie wyścigu |
| †                                                                     | Nie ukończył, ale jego rezultat został zaliczony ze względu na przejechanie więcej niż 90% dystansu wyścigu.                              |
| *                                                                     | Sezon w trakcie |
| 1/2/3                                                                 | Punktowana pozycja w sprincie kwalifikacyjnym                                                                                             |
| Lista systemów punktacji Formuły 1                                    | |

| Rok  | Zespół      | Wyniki w poszczególnych eliminacjach | Wyniki w poszczególnych eliminacjach | Wyniki w poszczególnych eliminacjach | Wyniki w poszczególnych eliminacjach | Wyniki w poszczególnych eliminacjach | Wyniki w poszczególnych eliminacjach | Wyniki w poszczególnych eliminacjach | Wyniki w poszczególnych eliminacjach | Wyniki w poszczególnych eliminacjach | Wyniki w poszczególnych eliminacjach | Wyniki w poszczególnych eliminacjach | Wyniki w poszczególnych eliminacjach | Wyniki w poszczególnych eliminacjach | Wyniki w poszczególnych eliminacjach | Wyniki w poszczególnych eliminacjach | Wyniki w poszczególnych eliminacjach | Wyniki w poszczególnych eliminacjach | Wyniki w poszczególnych eliminacjach | Punkty | Pozycja |
| ---- | ----------- | ------------------------------------ | ------------------------------------ | ------------------------------------ | ------------------------------------ | ------------------------------------ | ------------------------------------ | ------------------------------------ | ------------------------------------ | ------------------------------------ | ------------------------------------ | ------------------------------------ | ------------------------------------ | ------------------------------------ | ------------------------------------ | ------------------------------------ | ------------------------------------ | ------------------------------------ | ------------------------------------ | ------ | ------- |
| 2016 | Koiranen GP | ESP                                  | ESP                                  | AUT                                  | AUT                                  | GBR                                  | GBR                                  | HUN                                  | HUN                                  | GER                                  | GER                                  | BEL                                  | BEL                                  | ITA                                  | ITA                                  | MAL                                  | MAL                                  | ARE                                  | ARE                                  | 0      | 27      |
| 2016 | Koiranen GP | 23                                   | 24                                   | –                                    | –                                    | –                                    | –                                    | –                                    | –                                    | –                                    | –                                    | –                                    | –                                    | –                                    | –                                    | –                                    | –                                    | –                                    | –                                    | 0      | 27      |

### Formuła 2
| Rok  | Zespół        | Wyniki w poszczególnych eliminacjach | Wyniki w poszczególnych eliminacjach | Wyniki w poszczególnych eliminacjach | Wyniki w poszczególnych eliminacjach | Wyniki w poszczególnych eliminacjach | Wyniki w poszczególnych eliminacjach | Wyniki w poszczególnych eliminacjach | Wyniki w poszczególnych eliminacjach | Wyniki w poszczególnych eliminacjach | Wyniki w poszczególnych eliminacjach | Wyniki w poszczególnych eliminacjach | Wyniki w poszczególnych eliminacjach | Wyniki w poszczególnych eliminacjach | Wyniki w poszczególnych eliminacjach | Wyniki w poszczególnych eliminacjach | Wyniki w poszczególnych eliminacjach | Wyniki w poszczególnych eliminacjach | Wyniki w poszczególnych eliminacjach | Wyniki w poszczególnych eliminacjach | Wyniki w poszczególnych eliminacjach | Wyniki w poszczególnych eliminacjach | Wyniki w poszczególnych eliminacjach | Wyniki w poszczególnych eliminacjach | Wyniki w poszczególnych eliminacjach | Punkty | Pozycja |
| ---- | ------------- | ------------------------------------ | ------------------------------------ | ------------------------------------ | ------------------------------------ | ------------------------------------ | ------------------------------------ | ------------------------------------ | ------------------------------------ | ------------------------------------ | ------------------------------------ | ------------------------------------ | ------------------------------------ | ------------------------------------ | ------------------------------------ | ------------------------------------ | ------------------------------------ | ------------------------------------ | ------------------------------------ | ------------------------------------ | ------------------------------------ | ------------------------------------ | ------------------------------------ | ------------------------------------ | ------------------------------------ | ------ | ------- |
| 2019 | MP Motorsport | BHR                                  | BHR                                  | BAK                                  | BAK                                  | CAT                                  | CAT                                  | MON                                  | MON                                  | LEC                                  | LEC                                  | RBR                                  | RBR                                  | SIL                                  | SIL                                  | HUN                                  | HUN                                  | SPA                                  | SPA                                  | MNZ                                  | MNZ                                  | SOC                                  | SOC                                  | YAS                                  | YAS                                  | 1      | 20      |
| 2019 | MP Motorsport | 18                                   | 19                                   | 11                                   | 13                                   | 16                                   | 19                                   | 15                                   | NU                                   | 12                                   | 18                                   | –                                    | –                                    | 15                                   | 18                                   | 17                                   | 19                                   | OD                                   | OD                                   | 10                                   | 13                                   | 17                                   | 17                                   | NU                                   | 15                                   | 1      | 20      |

### Podsumowanie
| Sezon     | Seria                        | Zespół                   | Wyścigi | Zwycięstwa | PP | NO | Podium | Punkty | Pozycja |
| --------- | ---------------------------- | ------------------------ | ------- | ---------- | -- | -- | ------ | ------ | ------- |
| 2012      | JK Racing Asia Series        | Meco Racing              | 4       | 0          | 0  | 0  | 0      | 0      | NS      |
| 2013      | Formula Masters China Series | Cebu Pacific Air by KCMG | 3       | 0          | 0  | 0  | 0      | 0      | NS      |
| 2013      | MRF Challenge - Formula 1600 |                          |         |            |    |    |        | 80     | 6       |
| 2013      | AsiaCup Series               |                          | 3       | 0          | 0  | 0  | 0      | 1      | 16      |
| 2014      | Włoska Formuła 4             | F&M Srl                  | 18      | 0          | 0  | 0  | 0      | 45     | 12      |
| 2014/2015 | MRF Challenge - Formula 2000 |                          | 4       | 0          | 0  | 0  | 0      | 5      | 22      |
| 2015      | Europejska Formuła 3         | Team Motopark            | 26      | 0          | 0  | 0  | 0      | 0      | 39      |
| 2015      | Masters of Formula 3         | Team Motopark            | 2       | 0          | 0  | 0  | 0      | 0      | 17      |
| 2015      | Alpejska Formuła Renault 2.0 | Cram Motorsport          | 2       | 0          | 0  | 0  | 0      | 0      | NS      |
| 2015      | Euroformula Open             | Motul Team West-Tec F3   | 2       | 0          | 0  | 0  | 0      | 0      | NS      |
| 2016      | Auto GP                      | Torino Squadra Corse     | 2       | 0          | 0  | 0  | 2      | 33     | 2       |
| 2016      | BOSS GP - Formula class      | PS Racing                | 8       | 0          | 0  | 0  | 2      | 118    | 4       |
| 2016      | Seria GP3                    | Koiranen GP              | 2       | 0          | 0  | 0  | 0      | 0      | 27      |